# Кириков, Андрей Павлович
Андрей Павлович Кириков (1892—1937) — советский геолог, репрессированный в рамках так называемого Пулковского дела.

## Биография
В 1911 году поступил на металлургическое отделение Санкт-Петербургского политехнического института (ЦГИА СПб, ф. 478, оп. 3, д. 2933). Окончил Полярный геофизический институт в 1923 году, после этого — научный сотрудник Радиевого института. Геофизик, геохимик, создатель радиометрического метода поисков, доктор геолого-минералогических наук, профессор. Преподавал в ЛГИ.
В 1936 году — заведующий радиометрической лабораторией ЦНИГРИ.
Арестован 7 ноября 1936 (геофизическая ветвь «пулковского дела»). Обвинялся в «участии в фашистской троцкистско-зиновьевской террористической организации, возникшей в 1932 году по инициативе германских разведывательных органов и ставившей своей целью свержение Советской власти и установление на территории СССР фашистской диктатуры». Находился в заключении в тюрьме «Кресты».
26 мая 1937 Военной коллегией Верховного суда СССР приговорен по ст. 58 к тюремному заключению на 10 лет с конфискацией имущества и последующим поражением в правах на 5 лет. В сентябре 1937 была арестована его жена и осуждена как ЧСИР на 5 лет ИТЛ.
После вынесения приговора переведен в Грязовец Вологодской области. Переписка с ним оборвалась в 1937 году.
Посмертно реабилитирован 8 декабря 1956 года.

## Публикации
- Радиоактивные геофизические методы в приложений к геологии. — ОНТИ, НКТП СССР, Гос. научно-техническое горно-геолого-нефтяное издательство, 1934. — 342 с.
- Кириков А.П. Тюя-Муюнское месторождение радия. — Труды Геол. комитета. Новая серия; Вып. 181. — Л., 1929. — 65 с., 4 л. табл.
- Кириков А.П., Тверской П.Н., Граммаков Г.В. и др. Радиоактивные геофизические методы в приложении к геологии. — Л.: Госнефтеиздат, 1934.